# دين سترونج
دين سترونج هو لاعب هوكي الجليد كندي، ولد في 17 يوليو 1985 في ميسيساغا في كندا.

## وصلات خارجية
- دين سترونج على موقع دوري الهوكي الوطني (الإنجليزية)
- دين سترونج على موقع EliteProspects.com (الإنجليزية)
- دين سترونج على موقع HockeyDB.com (الإنجليزية)